# Prêmio Sima
Prêmio Sima é uma premiação anual de futebol criada em 2014 pela emissora de televisão Esporte Interativo Nordeste, destinada anualmente ao maior artilheiro da temporada do futebol do nordeste brasiliero. O prêmio é exclusivo aos goleadores dos nove estados nordestinos, que devem vestir o uniforme de algum time da região.
O prêmio leva esse nome em homenagem a Simão Teles Bacelar, conhecido como "O Pelé do Nordeste", e é uma versão regional do Prêmio Arthur Friedenreich.
Além dos gols marcados nos nove campeonatos estaduais da 1ª divisão no Nordeste, serão contabilizados os feitos no Campeonato Brasileiro (todas as séries), na Copa do Nordeste, na Copa do Brasil e na Copa Sul-Americana.

## Vencedores
| Temporada     | Jogador     | Clube | Gols | Ref. |
| ------------- | ----------- | ----- | ---- | ---- |
| 2014 Detalhes | Magno Alves | Ceará | 37   |      |